# Gerard Frederik Maybaum

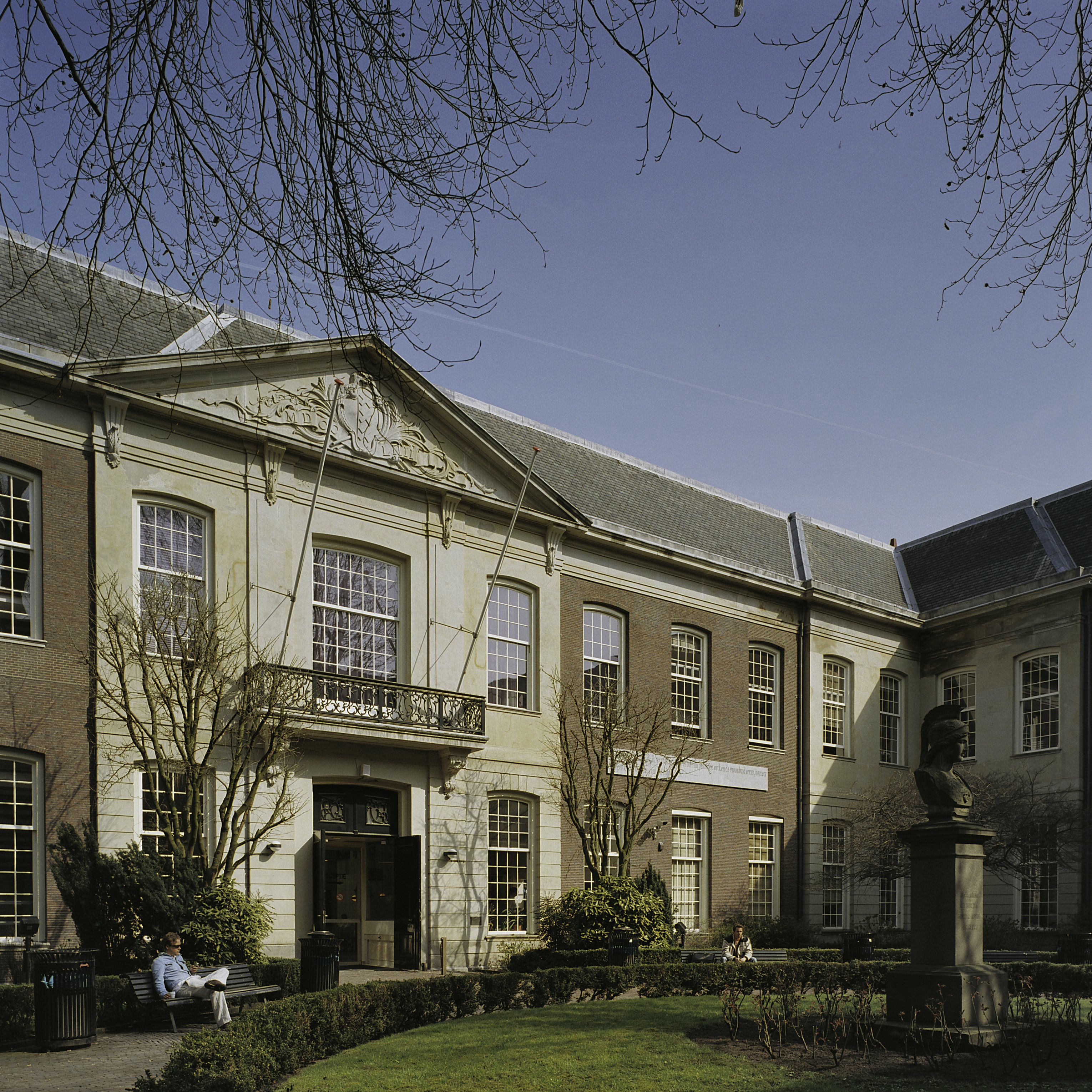
Het voormalige Oudemannenhuis in Amsterdam

Gerard Frederik Maybaum (? - Geertruidenberg, 28 januari 1768) was een Nederlands architect. Op 18 november 1746 werd hij aangesteld als directeur-generaal der stadsbouwwerken (stadsarchitect) te Amsterdam. Na zijn overlijden werd hij opgevolgd door zijn in 1766 aangestelde assistent Cornelis Rauws. Maybaum combineerde zijn functie enige tijd met die van directeur van 's Lands fortificatiën, wat zijn overlijden in de toen Hollandse garnizoensstad Geertruidenberg verklaart.
In Amsterdam was Maybaum betrokken bij de bouw van de Nieuwe Synagoge (1750-1752) - thans onderdeel van het Joods Museum - en het Oudemannenhuis (1754-1757). Onduidelijk is, in hoeverre hij in beide gevallen ook als de ontwerper mag gelden . In het geval van het Oudemannenhuis zouden de bouwplannen ten minste ten dele op burgemeester Pieter Rendorp terug te voeren zijn .